# Willem II in het seizoen 2008/09 (vrouwen)
Het seizoen 2008/2009 is het 2e jaar in het bestaan van de Tilburgse vrouwenvoetbalclub Willem II. De club kwam uit in de Eredivisie en heeft deelgenomen aan het toernooi om de KNVB beker.

## Wedstrijdstatistieken

### Eredivisie
|       | AZ    | ADO Den Haag | FC Utrecht | FC Twente | sc Heerenveen | Roda JC |
| ----- | ----- | ------------ | ---------- | --------- | ------------- | ------- |
| Thuis | 1 – 1 | 2 – 1        | 3 – 3      | 1 – 1     | 1 – 0         | 3 – 2   |
| Uit   | 5 – 2 | 1 – 0        | 0 – 1      | 0 – 3     | 1 – 2         | 0 – 2   |
|       |       |              |            |           |               |         |
| Thuis | 0 – 6 | 1 – 3        | 2 – 1      | 1 – 0     | 1 – 0         | 4 – 0   |
| Uit   | 2 – 1 | 2 – 5        | 0 – 1      | 2 – 1     | 1 – 4         | 2 – 2   |

### KNVB beker
| 2e ronde                                 | SC 't Zand 2 | 0 – 11 (0 – ?)                             | Willem II |  |
| Plaats: Tilburg Sportpark Bijstervelden  |              |                                            | Onbekend  |  |
| Achtste finale                           | Willem II    | Afgelast                                   | Roda JC   |  |
| Plaats: Tilburg Koning Willem II-stadion |              | Alle Eredivisieteams werden teruggetrokken |           |  |

## Statistieken Willem II 2008/2009

### Eindstand Willem II Vrouwen in de Eredivisie 2008 / 2009
| Stand | Gespeeld | Gewonnen | Gelijk | Verloren | Punten | Doelpunten voor | Doelpunten tegen | Gele kaarten | Rode kaarten |
| ----- | -------- | -------- | ------ | -------- | ------ | --------------- | ---------------- | ------------ | ------------ |
| 3e    | 24       | 14       | 4      | 6        | 46     | 44              | 34               | –            | –            |

### Topscorers
| #      | Naam                  | Goal |
| ------ | --------------------- | ---- |
| 1.     | Karin Stevens         | 10   |
| 1.     | Dominique Vugts       | 10   |
| 2.     | Kirsten van de Ven    | 9    |
| 3.     | Jessica Torny         | 4    |
| 4.     | Niki De Cock          | 3    |
| 4.     | Mauri van de Wetering | 3    |
| 5.     | Cindy Burger          | 2    |
| 6.     | Daniëlle van de Donk  | 1    |
| 6.     | Marlou Peeters        | 1    |
| 6.     | Renée Slegers         | 1    |
| Totaal | Totaal                | 44   |

| #      | Naam                          | Goal |
| ------ | ----------------------------- | ---- |
| –      | Onbekend (Tegen SC 't Zand 2) | 11   |
| Totaal | Totaal                        | 11   |